# Hailsham
Hailsham este un oraș în comitatul East Sussex, regiunea South East, Anglia. Orașul se află în districtul Wealden. 